# Liza Minnelli
Liza Minnelli (Hollywood, 12. ožujka 1946.) američka je glumica i pjevačica. Rođena je u umjetničkoj obitelji: majka Judy Garland također je bila glumica i pjevačica, a otac joj je bio čuveni redatelj Vincente Minnelli.
Kao već afirmirana pjevačica u noćnim klubovima i kazališna glumica, pažnju kritike prvi je puta privukla svojim dramatskim izvedbama u filmovima The Sterile Cuckoo (1969.) i Tell Me That You Love Me, Junie Moon (1970.). Svjetsku je slavu postigla ulogom Sally Bowles u filmskoj inačici broadwayskog mjuzikla Cabaret, za koju je nagrađena Oscarom za najbolju glavnu glumicu.
Dok su filmski projekti poput Lucky Lady, Pitanje vremena i New York, New York bili manje uspješni od njenih kazališnih uloga, Minnelli je postala jedna od najsvestranijih, vrlo cijenjenih i komercijalno najuspješnijih televizijskih zabavljačica (započevši s koncertnim filmom Liza with a Z 1972.) te kazališnih glumica u broadwayskim produkcijama mjuzikala Flora the Red Menace, The Act i The Rink. Održala je također i međunarodne turneje te nastupala u predstavama Liza Minnelli: At Carnegie Hall, Frank, Liza & Sammy: The Ultimate Event i Liza Live from Radio City Music Hall.
Nakon godina kroničnih zdravstvenih problema, uključujući i ozbiljnu infekciju virusnim encefalitisom, vratila se 2002. novom koncertnom predstavom Liza's Back. U godinama 2008. i 2009. nastupala je na broadwayskoj predstavi Liza's at The Palace...!, koja je osvojila nagradu Tony za nabolji posebni kazališni događaj.
Liza Minnelli osvojila je ukupno tri nagrade Tony, uključujući i posebni Tony. Također, nagrađena je i Oscarom,
nagradom Emmy, dvama Zlatnim globusima i priznanjem Grammy Legend Award za doprinos i utjecaj u glazbenoj industriji, zajedno s mnogim drugim priznanjima i nagradama. Jedna je od rijetkih umjetnica nagrađenih Oscarom, Emmyjem, Grammyjem i Tonyjem.

## Mladost
Rođena je u Hollywoodu u Kaliforniji u Sjedinjenim Državama, kao kćer redatelja Vincentea Minnellija i glumice Judy Garland. S majčine strane ima šest generacija predaka zabavljača. 
Njena je majka bila uspješna na filmu i u glazbi, ali karijeru je započela glumeći u vodvilju s Minnellijevim tetkama kao "The Gumm Sisters". Njen je otac, hvaljeni redatelj u MGM-u, iz kazališne je obitelji koja je uključivala i cirkuske izvođače.
Pohađala je školu Fiorello H. LaGuardia High School of Music & Art and Performing Arts u New Yorku. Njen prvi filmski nastup zbio se u dobi od tri godine kada je nastupila u završnoj sceni mjuzikla In the Good Old Summertime (1949.), s Judy Garland i Vanom Johnsonom.
Njeni su polusestra i polubrat iz braka Judy Garland i Sida Lufta, Lorna i Joey Luft. Ima još jednu polusestru, Christiane Nina Minnelli, iz drugog braka njenog oca.

## Karijera

### Kazalište
U kazalištu je profesionalno počela nastupati 1963., u dobi od 17 godina, u novoj off-Broadway izvedbi mjuzikla Best Foot Forward, s pozitivnim kritikama i prvom nagradom – Theatre World Award. Iduće ju je godine njena majka pozvala da zajedno nastupe u London Palladiumu. Premda je sa svojom majkom bila u prisnom odnosu, tijekom zajedničkog nastupa u London Palladiumu, Garland je prepoznala njen talent i osjetila natjecanje. Minnelli se prisjetila, "Bila sam na pozornici sa svojom majkom, ali iznenada, to nije bila majka... bila je to Judy Garland." U dobi od 19 godina, vratila se na Broadway, te je 1965. postala najmlađa dobitnica nagrade Tony za glavnu glumicu u mjuziklu Flora the Red Menace. Tada je prvi puta surađivala s duom John Kander i Fred Ebb (koji će kasnije skladati skoro sve njene najpoznatije pjesme).

### Glazba
Glazbenu je karijeru započela kao adolescent, s profesionalnim debijem u dobi od 19 godina u Shoreham Hotelu u Washingtonu. Kasnije je nastupila i u drugim klubovima i pozornicama u Las Vegasu, Los Angelesu, Chicagu, Miamiju i New Yorku. Uspjeh njenih nastupa uživo doveo je do snimanja nekoliko albuma za Capitol Records: Liza! Liza! (1964.), It Amazes Me (1965.) i There Is a Time (1966.). Početkom karijere, snimala je tradicionalne pop standarde i songove iz raznih mjuzikla u kojima je nastupila. Radi toga, William Ruhlmann nazvao ju je "mlađom sestrom Barbre Streisand.
Od 1968. do 1970-ih, snimila je više suvremenog materijala u skladu s klasičnim pop pjesmama za albume Liza Minnelli (1968.), Come Saturday Morning i New Feelin' (oba 1970.) za A&M Records, The Singer (1973.),  kompilaciju soft rock materiala, i Tropical Nights (1977.) album disko-stila za Columbia Records. Ipak, za njenu su karijeru značajniji uspješni koncertni nastupi na međunarodnim turnejama nego komercijalni uspjeh diskografskih izdanja.
Nakon dužeg izbivanja iz glazbe, 1989. je u suradnji s Pet Shop Boys snimila elektro-dance album Results, koji je bio među prvih deset na ljestvicama u Velikoj Britaniji i rangiran i u Sjedinjenim Državama, izbacivši četiri singla: Losing My Mind, Don't Drop Bombs, So Sorry, I Said, i Love Pains, kojih su spotovi dali dodatni uzlet njenom povratku u glazbu. Kasnije iste godine izvela je uživo Losing My Mind na ceremoniji dodjele nagrada Grammys gdje joj je dodijeljen Grammy Legend Award (prvo izdanje te nagrade, tada dodijeljene i Andrewu Lloydu Webberu, Smokeyu Robinsonu i Willieju Nelsonu). S tim priznanjem, postala je jedna od samo 12 osoba iz svijeta šou biznisa - među ostalima i Whoopi Goldberg, Barbra Streisand i Mel Brooks – koji su osvojili Emmy, Grammy, Tony i Oscar.
Godine 1992., zajedno s grupom Queen, izvela je pjesmu We Are the Champions na koncertu u spomen na Freddieja Mercuryja.
Godine 1996., objavila je novi studijski album naslovljen Gently, kolekciju jazz standarda i nekoliko suvremenih pjesama, kao obradu Does He Love You u duetu s Donnom Summer. Album joj je donio nominaciju za Grammy za najbolju tradicionalnu pop vokalnu izvedbu. Godine 2009., album njenog broadwayskog koncerta Liza's at the Palace...!,
nominiran je za najbolji pop vokalni album. 2010., objavila je Confessions, njen prvi studijski album nakon 14 godina.

### Film
Prvi je puta na filmu nastupila kao dijete, u posljednjoj sceni filma In the Good Old Summertime (1949.). Prva potpisana uloga bila je u komediji Charlie Bubbles (1967.),
jedinom filmu u kojem je Albert Finney redatelj i glavni glumac. 1969., u ulozi ekscentrične tinejdžerice Pookie Adams, nastupila je u prvom dugometražnom filmu Alana J. Pakule The Sterile Cuckoo (1969.), nastup koji joj je donio prvu nominaciju za Oscara. Iduće godine glumila je još jednu ekscentričnu ulogu u filmu Tell Me That You Love Me, Junie Moon, redatelja Otta Premingera. Godine 1972. ostvaruje svoju najpoznatiju ulogu, Sally Bowles, u filmskoj verziji mjuzikla Cabaret, za koju je bila nagrađena Oscarom i Zlatnim globusom.
Nakon uspjeha Cabareta, Bob Fosse i Liza Minnelli surađivali su na Liza with a ‘Z’. A Concert for Television, posebnom televizijskom koncertu. Program je emitiran dva puta na televiziji i objavljen na DVD-u 2006.
Surađivala je i sa svojim ocem, redateljem Vincenteom Minnellijem, u filmu A Matter of Time (1976.), glumeći glavnu ulogu zajedno s Ingrid Bergman. Nakon opsežnih studijskih intervencija u film, na koje Vincente Minnelli nije imao utjecaja, nije postigao komercijalni ni kritički uspjeh.
Nastup zajedno s Robertom De Nirom u glazbenoj drami New York, New York (1977.) donio joj je njenu najpoznatiju pjesmu (Theme from New York, New York). To je postala i jedna od najpoznatijih pjesama Franka Sinatre, koji je dvije godine kasnije objavio uspješnu obradu (za svoj album Trilogy: Past Present Future), te su ju ponekad zajedno uživo pjevali na pozornicama.
Nakon glavne uloge zajedno s Dudleyjem Mooreom u velikom hitu Arthur (1981.), rjeđe je nastupala na filmu. Jedna od uloga iz tog doba bila je u glazbenoj drami-komediji Stepping Out (1991.).

### Televizija
Tijekom 1950-ih gostovala je kao dijete u emisiji Arta Linklettera, te je 1959. pjevala i plesala s Geneom Kellyjem u njegovoj prvoj posebnoj tv emisiji. Gostovala je u jednoj epizodi tv serije Ben Casey, te je bila česta gošća u talk show emisijama voditelja Jacka Paara, Merva Griffina, Mikea Douglasa, Joea Franklina, Dinah Shore i Johnnyja Carsona. Tijekom 1960-ih više je puta gostovala u tv emisiji Rowan & Martin's Laugh In kao i u drugim zabavnim emisijama uključujući The Ed Sullivan Show, The Hollywood Palace  i The Judy Garland Show. Godine 1964., nastupila je u svojoj prvoj dramatičnoj televizijskoj ulozi u epizodi "Nightingale for Sale", kratkotrajne CBS serije Mr. Broadway.
U novije vrijeme, nastupila je tv serijama Prikraćeni, Zakon i red: Zločinačke nakane  i Drop Dead Diva. U Velikoj Britaniji gostovala je u emisijama Ruby Wax, Grahama Nortona i Jonathana Rossa, dok je listopada 2006. sudjelovala u satiri na Charlotte Church Show i u tv programu Michaela Parkinsona. Godine 2009. bila je gostujuća sutkinja na Australian Idolu.
Studenoga 2009., American Public Television emitirao je koncert "Liza's at the Palace", sniman 30. rujna i 1. listopada 2009. u MGM Grand's Hollywood Theatre u Las Vegasu. Izvršni producenti snimanja, Craig Zadan i Neil Meron, 
ranije su s Lizom Minnelli surađivali na reizdanju koncertnog filma "Liza with a 'Z'".

### Kasnija karijera
Na Broadway se vratila 1997., zamijenivši Julie Andrews u glavnoj ulozi mjuzikla Victor/Victoria. U svojem osvrtu u New York Timesu kritičar Ben Brantley komentirao je: "svaki njen nastup na pozornici osjeća se kao pobjeda izdržljivosti šou-biznisa nad fizičkom slabošću... Ona ljubav traži tako iskreno, da je potpuno nemoralno ne odgovoriti.”
Nakon ozbiljnog slučaja virusnog encefalitisa, liječnici su predvidjeli da više neće hodati i možda ni govoriti. Ipak, oporavila se pomoću vježbi govora i plesa, koje joj uvijek radi, i vratila na pozornicu 2001. kada ju je dugogodišnji prijatelj Michael Jackson pozvao da nastupi u Madison Square Gardenu u New Yorku na koncertu Michael Jackson: 30th Anniversary Special, kojeg je producirao njen budući muž David Gest. Gest je bio toliko impresioniran njenom izvedbom da je bio producent live albuma Liza's Back, snimljenog u proljeće 2002. Na turneji Liza's Back, između ostalih pjesama neuvrštenih u album pjevala je "I Believe You" (The Carpenters), rap verziju "Liza With A 'Z'", "Yes", "Family Affair" (Mary J. Blige), i na dugogodišnje traženje publike "Over The Rainbow".
Od prosinca 2008. do siječnja 2009., održala je niz koncerata u broadwayskom Palace Theatre,
nazvanih Liza's at The Palace...!, kasnije održanih i u Las Vegasu rujna i listopada iste godine, kada je nastup snimljen, prikazan na televiziji i 2010. objavljen na DVD-u i Blu-rayu.
Godine 2006. sudjelovala je na albumu The Black Parade grupe My Chemical Romance, dok je 2010, glumila samu sebe u filmu "Sex and the City 2.

## Osobni život
Bila je u braku četiri puta. Prvi se puta udala 1967. za Australca Petera Allena, koji je sredinom 1960-ih bio štićenik Judy Garland. Razveli su se 1974. Kasnije iste godine udala se za producenta i redatelja Jacka Haleyja Jr. Njegov otac Jack Haley, bio je zajedno s Judy Garland jedan od glavnih glumaca u Čarobnjaku iz Oza (1939.). Razveli su se 1979. S kiparom i kazališnim menadžerom Markom Gerom, u braku je bila od 1979. do 1992. Za koncertnog promotera i producenta Davida Gesta udala se 2002. Razveli su se 2007.
Bila je također i u vezi s Desijem Arnazom Jr., sinom Lucille Ball i Desija Arnaza.

### Filantropija
Tijekom karijere, bila je posvećena raznim dobrotvornim aktivnostima. 20 je godina bila u upravnom odboru Instituta za postizanje ljudskog potencijala (The Institutes for The Achievement of Human Potential, IAHP), neprofitne obrazovne organizacije. Također, mnogo je vremena posvetila amfAR-u, fondaciji za istraživanje AIDS-a. 1994., prihode od pjesme "The Day After That" donirala je za istraživanje AIDS-a. Iste je godine pjesmu izvela pred brojnom publikom u New Yorku, povodom 25. godišnjice Stonewallske pobune.

## Filmografija
| Godina | Film                                 | Uloga                          | Napomene |
| ------ | ------------------------------------ | ------------------------------ | --- |
| 1949.  | In the Good Old Summertime           | dijete                         | nepotpisana |
| 1954.  | The Long, Long Trailer               | gošća na vjenčanju             | izbrisane scene |
| 1967.  | Charlie Bubbles                      | Eliza                          | |
| 1969.  | The Sterile Cuckoo                   | 'Pookie' (Mary Ann) Adams      | David di Donatello za najbolju stranu glumicu Kansas City Film Critics Circle Award for Best Actress Nagrada filmskog festivala u Mar del Plati za najbolju glumicu nominirana — Oscar za najbolju glavnu glumicu nominirana — BAFTA Award for Most Promising Newcomer to Leading Film Roles nominirana — Zlatni globus za najbolju glumicu – drama |
| 1970.  | Tell Me That You Love Me, Junie Moon | Junie Moon                     | |
| 1972.  | Cabaret                              | Sally Bowles                   | Oscar za najbolju glavnu glumicu Nagrada BAFTA za najbolju glumicu u glavnoj ulozi David di Donatello za najbolju stranu glumicu Zlatni globus za najbolju glumicu – komedija ili mjuzikl Sant Jordi Award za najbolju izvedbu u stranom filmu. |
| 1974.  | Just One More Time                   | ona sama                       | nepotpisana |
| 1974.  | That's Entertainment!                | ona sama (narator)             | |
| 1974.  | Journey Back to Oz                   | Dorothy                        | glas |
| 1975.  | Lucky Lady                           | Claire                         | nominirana — Zlatni globus za najbolju glumicu – komedija ili mjuzikl |
| 1976.  | Silent Movie                         | ona sama                       | |
| 1976.  | A Matter of Time                     | Nina                           | |
| 1977.  | New York, New York                   | Francine Evans                 | nominirana — Zlatni globus za najbolju glumicu – komedija ili mjuzikl |
| 1981.  | Arthur                               | Linda Marolla                  | nominirana — Zlatni globus za najbolju glumicu – komedija ili mjuzikl |
| 1983.  | Kralj komedije                       | ona sama                       | |
| 1984.  | The Muppets Take Manhattan           | ona sama                       | |
| 1985.  | That's Dancing!                      | ona sama - gošća               | |
| 1987.  | Rent-A-Cop                           | Della Roberts                  | |
| 1988.  | Arthur 2: On the Rocks               | Linda Marolla Bach             | |
| 1991.  | Stepping Out                         | Mavis Turner                   | |
| 1994.  | A Century of Cinema                  | ona sama                       | dokumentarac |
| 1995.  | Unzipped                             | ona sama - nepotpisana         | dokumentarac |
| 2006.  | The OH in Ohio                       | Alyssa Donahue                 | |
| 2010.  | Broadway: Beyond the Golden Age      | ona sama                       | dokumentarac |
| 2010.  | Sex and the City 2                   | svećenik na vjenčanju/ona sama | |

### Televizijski filmovi
- The Dangerous Christmas of Red Riding Hood (1965.)
- The Princess and the Pea (1984., epizoda tv antologije Faerie Tale Theatre)
- A Time to Live (1985.)
- Sam Found Out: A Triple Play (1988.)
- Parallel Lives (1994.)
- The West Side Waltz (1995.)

### Posebne tv emisije
- Judy and Liza at the Palladium (1964., s Judy Garland)
- Liza (1970.)
- Liza with a ‘Z’. A Concert for Television (1972.)
- Love from A to Z (1974., s Charlesom Aznavourom)
- Goldie and Liza Together (1980., s Goldie Hawn)
- An Evening with Liza Minnelli (1980.)
- Liza in London (1986.)
- Minnelli on Minnelli: Liza Remembers Vincente (1987., dokumentarac)
- Frank, Liza & Sammy: The Ultimate Event (1989., s Frankom Sinatrom i Sammyjem Davisom, Jr.)
- Liza Live from Radio City Music Hall (1992.)
- Liza & Friends: A Tribute to Sammy Davis, Jr. (1993., s Charlesom Aznavourom, Tomom Jonesom, Jerryjem Lewisom i Cliffom Richardom)

## Diskografija
Studijski albumi
- Liza! Liza! (1964.)
- It Amazes Me (1965.)
- There Is a Time (1966.)
- Liza Minnelli (1968.)
- Come Saturday Morning (1969.)
- New Feelin' (1970.)
- The Singer (1973.)
- Tropical Nights (1977.)
- Results (1989.)
- Gently (1996.)
- Liza's at The Palace...! (2009.)
- Confessions (2010.)

## Scenske produkcije
- Wish You Were Here (1961.) Hyannis, Massachusetts
- Take Me Along (1961.) Hyannis, Massachusetts
- Flower Drum Song (1961.) Hyannis, Massachusetts
- The Diary of Anne Frank (1961.−1962.) turneja
- Best Foot Forward (1963.) off-Broadway
- Carnival! (1964.) Paper Mill Playhouse
- Time Out For Ginger (1964.) Bucks County Playhouse
- The Fantasticks (1964.) turneja
- Flora the Red Menace (1965.) Broadway
- The Pajama Game (1966.) turneja
- Liza (1974.) one woman show, Broadway
- Chicago (1975.) zamjena za Gwen Verdon kol.-ruj. 1975., Broadway
- The Act (1977.−1978.) Broadway
- Are You Now or Have You Ever Been? (1978.) gostovanje, off-Broadway
- The Owl and the Pussycat (1978.−1979.) Martha Graham Ballet/London i Lincoln Center/New York City
- By Myself (1983.) one woman show, Los Angeles i London
- The Rink (1984.) Broadway
- Love Letters (1994.) Coconut Grove Playhouse, *Miami
- Victor/Victoria (1997.) zamjena za Julie Andrews, Broadway
- Minnelli on Minnelli (1999.−2000.) koncertni show, Broadway, Palace Theater
- Liza's Back! (2002.) koncertni show, New York i London
- Liza's at the Palace...! (2008.−2009.) koncertni show, Broadway, Palace Theater

## Nagrade i počasti

### Filmske nagrade
Oscar
- 1970. nominirana: najbolja glumica (The Sterile Cuckoo)
- 1973. dobitnica: najbolja glumica (Cabaret)

Liza Minnelli je jedina dobitnica Oscara čiji su roditelji oboje također nagrađeni Oscarom (otac kao najbolji redatelj za film Gigi, a majka počasni oscar [Academy Juvenile Award] za Čarobnjaka iz Oza.)
Nagrada BAFTA
- 1971. nominirana: Film Most Promising Newcomer to Leading Film Roles (The Sterile Cuckoo)
- 1973. dobitnica: najbolja glumica (Cabaret)

Zlatni globus
- 1970. nominirana: Najbolja glumica - drama (The Sterile Cuckoo)
- 1973. dobitnica: Najbolja glumica - komedija ili mjuzikl (Cabaret)
- 1976. nominirana: Najbolja glumica - komedija ili mjuzikl (Lucky Lady)
- 1978. nominirana: Najbolja glumica - komedija ili mjuzikl (New York, New York)
- 1982. nominirana: Najbolja glumica - komedija ili mjuzikl (Arthur)

### Televizijske nagrade
Nagrada Emmy
- 1973. dobitnica: Outstanding Single Program – Variety and Popular Music (Liza with a 'Z'. A Concert for Television)
- 1973. nominirana: Outstanding Achievement by a Supporting Performer in a Variety Show or a Special (A Royal Gala Variety Performance)
- 1980. nominirana: Outstanding Variety or Music Program (Goldie and Liza Together)
- 1987. nominirana: Outstanding Informational Special (Minnelli on Minnelli: Liza Remembers Vincente)
- 1993. nominirana: Outstanding Individual Performance in a Variety or Music Program (Liza Live from Radio City Music Hall)

Zlatni globus
- 1986. dobitnica: Zlatni globus za najbolju glumicu u miniseriji ili TV filmu (A Time to Live)

### Glazbene nagrade
Grammy
- 1997. nominirana: najbolja tradicionalna pop vokalna izvedba (Gently)
- 2010. nominirana: najbolji tradicionalni pop vokalni album (Liza's at The Palace...!)

Grammy Hall of Fame Award
- 2008. uvedena (Cabaret. Originalni Soundtrack)

Grammy Legend Award
- 1990 dobitnica: za doprinos i utjecaj u glazbenoj sferi[30]

### Kazališne nagrade
Drama Desk Awards
- 1984. nominirana: izvanredna glumica u mjuziklu (The Rink)
- 2009. dobitnica: posebna nagrada[31]

Independent Theatre Reviewers Association
- 2009. dobitnica: najbolja ženska kazališna izvedba (Liza's at The Palace...!)

Theatre World Award
- 1963. dobitnica: izvanredni off-Broadway debi (Best Foot Forward)

Nagrada Tony
- 1965. dobitnica: najbolja glavna glumica u mjuziklu (Flora the Red Menace)
- 1974. dobitnica: posebni Tony
- 1978. dobitnica: najbolja glavna glumica u mjuziklu (The Act)
- 1984. nominirana: najbolja glavna glumica u mjuziklu (The Rink)

Predstava Liza's at The Palace...! nagrađena je Tonyjem za najbolji kazališni događaj 2009.

### Razne počasti
Hasty Pudding Theatricals
- 1973. Hasty Pudding žena godine

Gay & Lesbian Alliance Against Defamation
- 2005: Vanguard Award

Mercy College (New York)
- 2007. počasni doktorat[37]

## Vanjske poveznice
- Službena stranica officiallizaminnelli.com   Arhivirana inačica izvorne stranice od 12. listopada 2010. (Wayback Machine)
- Liza Minelli u internetskoj bazi filmova IMDb-u (engl.)
- Liza Minelli  na Internet Broadway Database   Arhivirana inačica izvorne stranice od 2. listopada 2015. (Wayback Machine)